# Список господарів Волощини
Тут представлений список правителів Волоського князівства до його об'єднання з Молдавським князівством у єдину державу — Румунію 24 січня (за старим стилем) 1862 року.
З волоських воєвод другої половини XIII століття приведені тільки правителі в Арджеші — майбутній столиці Волощини.
Волосько-Болгарські правителі:
- Петро IV
- Іван Асен I
- Калоян
- Боріл
- Іван Асен II
- Коломан I Асен
- Михайло IІ Асен
- Коломан II Асен
- Міцо Асен
- Костянтин I Асен
- Івайло
- Іван Асен III
- Георгій I Тертер
- Смілець

| Роки правління | Ім'я | Портрет | Оригінал імені | Династія | Примітка |
| --- | --- | --- | --- | --- | --- |
| Ранні воєводи Арджеша та Волощини | | | | | |
| близько 1241 року | Місеслав або Мічеслав | | Mişelav (Mislav, Micislav, Mihai) | | воєвода в Арджеші |
| бл. 1247 — бл. 1272/1275 | Сенеслав | | Seneslau (Seneslav) | | воєвода в Арджеші |
| бл. 1240 — бл. 1250 | Іоан | | Ioan | | воєвода в Олтенії |
| бл. 1272/1275 — 1279 | Литовой | | Litovoi (Lytuoy) | | воєвода в Арджеші, також воевода Олтенії (близько 1247—1279) |
| 1279 — бл. 1290 | Бербат | | Bărbat | | воєвода в Олтенії и Арджеші, брат Літовоя |
| близько 1290/1300 рр. | Раду Негру (Раду Чорний), або Негру Вода (Чорний Воєвода) | | Radu Negru (Radu Vodă, Negru Vodă) | | легендарний воєвода, за переказами заснував волоську державу (ототожнювався з Токомеріем, Басарабом I, Раду I), можливо — збірний образ |
| бл. 1290 — бл. 1310 | Токомерій (Тихомир) | | Thocomerius (Tihomir, Togomer, Totomer, Tugomir, Toq-Timur) | | волоський воєвода, батько Басараба I |
| Господарі Волощини | | | | | |
| бл. 1310—1351/1352 | Басараб I | | Basarab I Întemeietorul | Басараби | волоський воєвода, перший господар Валахії (з 1324); в 1330-х рр. завоював її незалежність (війна восени 1330 і договір 1344) |
| 1351/1352 — 16 листопада 1364 | Ніколає Александру | | Nicolae I Alexandru | Басараби | син Басараба I |
| 16 листопада 1364 — бл. 1377 | Владислав I Влайку | | Vladislav I (Vlaicu Vodă) | Басараби | син Ніколає Александру |
| ок. 1377—1383 | Раду I | | Radu I | Басараби | син Ніколає Александру |
| 1383 — 23 вересня 1386 | Дан I | | Dan I | Басараби, родоначальник гілки Данешти | син Раду I |
| 23 вересня 1386—1394/1395 | Мірча I Старий | | Mircea I cel Bătrân | Басараби | син Раду I, 1-й раз |
| 1394/1395 — грудень 1396 | Влад I Узурпатор | | Vlad I Uzurpatorul | Данешти | ставленик бояр,син волоського воєводи Дана I. |
| січень 1397 — 31 січня 1418 | Мірча I Старий | | Mircea I cel Bătrân (Mircea I cel Mare) | Басараби | 2-й раз |
| 31 січня 1418 — серпень 1420 | Михаїл I | | Mihail I | Басараби | син Мірчі I Старого |
| серпень 1420 — 1421 | Дан ІІ | | Dan II | Басараби-Данешти | син Дана I, 1-й раз |
| 1421 — весна 1422 | Раду II Праснаглава | | Radu II Prasnaglava | Басараби | син Мірчі I Старого, 1-й раз |
| весна 1422 — літо 1423 | Дан ІІ | | Dan II | Басараби-Данешти | син Дана I, 2-й раз |
| літо 1423 | Раду II Праснаглава | | Radu II Prasnaglava | Басараби | 2-й раз |
| осінь 1423 — осінь 1424 | Дан ІІ | | Dan II | Басараби-Данешти | 3-й раз |
| осінь 1424 | Раду II Праснаглава | | Radu II Prasnaglava | Басараби | 3-й раз |
| осінь 1424 — січень 1427 | Дан ІІ | | Dan II | Басараби-Данешти | 4-й раз |
| січень 1427 — весна 1427 | Раду II Праснаглава | | Radu II Prasnaglava | Басараби | 4-й раз |
| весна 1427 — лютий/березень 1431 | Дан ІІ | | Dan II | Басараби-Данешті | 5-й раз |
| лютий/березень 1431 — грудень 1436 | Олександр I Алдя | | Alexandru I Aldea | Басараби | син Мірчі I Старого |
| грудень 1436—1442 | Влад II Дракул | | Vlad II Dracul | Басараби, засновник гілки Дракулешти | син Мірчі I Старого, 1-й раз |
| 1442 | Мірча ІІ | | Mircea II | Басараби-Дракулешти | син Влада II Дракула, 1-й раз |
| червень 1442 — березень 1443 | Басараб ІІ | | Basarab II | Басараби-Данешті | син Дана II |
| березень 1443 — листопад/грудень 1447 | Влад II Дракул | | Vlad II Dracul | 2-й раз | |
| листопад/грудень 1447 — жовтень 1448 | Владислав II | | Vladislav II | Басараби-Данешті | син Дана II, 1-й раз |
| жовтень — грудень 1448 | Влад III Цепеш (Влад III Дракула) | | Vlad III Ţepeş (Vlad III Drăculea) | Басараби-Дракулешти | син Влада II Дракула |
| грудень 1448 — 20 серпня 1456 | Владислав II | | Vladislav II | Басараби-Данешті | 2-й раз |
| 22 серпня 1456 — грудень 1462 | Влад III Цепеш (Влад III Дракула) | | Vlad III Ţepeş (Vlad III Drăculea) | Басараби-Дракулешти | 2-й раз |
| грудень 1462 — листопад 1473 | Раду III Вродливий | | Radu III Frumos | Басараби-Дракулешти | син Влада II Дракула, 1-й раз |
| листопад — грудень 1473 | Басараб III Старий (Лайота Басараб) | | Basarab III Bătrân (Laiotă Basarab) | Басараби-Данешті | син Дана II, 1-й раз |
| грудень 1473 — весна 1474 | Раду III Вродливий | | Radu III Frumos | Басараби-Дракулешти | 2-й раз |
| весна 1474 | Басараб III Старий | | Basarab III Bătrân (Laiotă Basarab) | Басараби-Данешті | 2-й раз |
| весна — вересень 1474 | Раду III Вродливий | | Radu III Frumos | Басараби-Дракулешти | 3-й раз |
| вересень — жовтень 1474 | Басараб III Старий | | Basarab III Bătrân (Laiotă Basarab) | Басараби-Данешті | 3-й раз |
| жовтень 1474 — січень 1475 | Раду III Вродливий | | Radu III Frumos | Басараби-Дракулешти | 4-й раз |
| січень 1475 — 26 листопада 1476 | Басараб III Старий | | Basarab III Bătrân (Laiotă Basarab) | Басараби-Данешті | 4-й раз |
| листопад — грудень 1476 | Влад III Цепеш (Влад Дракула) | | Vlad III Ţepeş (Vlad Drăculea) | Басараби-Дракулешті | 3-й раз |
| грудень 1476 — листопад 1477 | Басараб III Старий | | Basarab III cel Bătrân (Laiotă Basarab) | Басараби-Данешті | 5-й раз |
| листопад 1477 — вересень 1481 | Басараб IV Цепелюш Тинер (Молодий) | | Basarab IV Ţepeluş cel Tânăr | Басараби-Данешті | син Басараба III II, 1-й раз |
| вересень — листопад 1481 | Влад IV Чернець (Калугарул) | | Vlad IV Călugărul | Басараби-Дракулешті | син Влада II Дракула, 1-й раз |
| листопад 1481 — квітень 1482 | Басараб IV Цепелюш Тинер (Молодий) | | Basarab IV Ţepeluş cel Tânăr | Басараби-Данешті | 2-й раз |
| квітень 1482 — листопад 1495 | Влад IV Чернець | | Vlad IV Călugărul | Басараби-Дракулешті | 2-й раз |
| листопад 1495 — квітень 1508 | Раду IV Великий | | Radu IV cel Mare | Басараби-Дракулешті | син Влада IV Ченця |
| квітень 1508 — 29 жовтня 1509 | Михня I Реу (Злий) | | Mihnea I cel Rău | Басараби-Дракулешті | син Влада III Цепеша |
| 29 жовтня 1509 — лютий 1510 | Мірча III | | Mircea III Miloş | Басараби-Дракулешті | син Міхні I Реу |
| лютий 1510 — 23 січня 1512 | Влад V Тинер (Молодий) | | Vlad V cel Tânăr | Басараби-Дракулешті | син Влада IV Ченця |
| 23 січня 1512 — 15 вересня 1521 | Нягоє Басараб V | | Neagoe I Basarab | Крайовешті | ставленик боярства |
| 15 вересня — жовтень 1521 — грудень 1522 | Теодосій | | Teodosie I | Крайовеску | син Нягоє Басараба |
| грудень 1522 — квітень 1523 | Раду V Афумаці | | Radu V de la Afumaţi | Басараби-Дракулешті | син Раду IV Великого, 1-й раз |
| квітень — листопад 1523 | Владислав III | | Vladislav III | Басараби-Данешті | племінник Владислава II, 1-й раз |
| листопад 1523 — січень 1524 | Раду VI Бадіка | | Radu VI Bădica | Басараби-Дракулешті | син Раду IV Великого |
| січень — червень 1524 | Раду V Афумаці | | Radu V de la Afumaţi | Басараби-Дракулешті | 2-й раз |
| червень — вересень 1524 | Владислав III | | Vladislav III | Басараби-Данешті | 2-й раз |
| вересень 1524 — квітень 1525 | Раду V Афумаці | | Radu V de la Afumaţi | Басараби-Дракулешті | 3-й раз |
| квітень — серпень 1525 | Владислав III | | Vladislav III | Басараби-Данешті | 3-й раз |
| серпень 1525 — 2 січня 1529 | Раду V Афумаці | | Radu V de la Afumaţi | Басараби-Дракулешті | 4-й раз |
| січень — лютий/березень 1529 | Басараб V | | Basarab V | Басараби або Крайовеску | правнук Михаїла I, за іншою версією - нащадок Нягое I Басараба |
| лютий/березень 1529 — червень 1530 | Мойзе I | | Moise I | Басараби-Данешті | син Владислава III |
| червень 1530 — 18 вересня 1532 | Влад VII Інекатул (Утопленик) | | Vlad VII Înecatul | Басараби-Дракулешті | син Влада V Молодого |
| вересень 1532 — вересень 1534 | Влад VIII Вінтіла | | Vlad VIII Vintilă | Басараби-Дракулешті | син Раду IV Великого, 1-й раз |
| вересень 1534 — листопад 1534 | Раду VII Паїсій (Петро з Арджешу) | | Radu VII Paisie (Petru de la Argeş) | Басараби-Дракулешті | син Раду IV Великого, 1-й раз |
| листопад 1532 — 10 червня 1535 | Влад VIII Вінтіла | | Vlad VIII Vintilă | Басараби-Дракулешті | 2-й раз |
| червень 1535 — березень 1545 | Раду VII Паїсій (Петро з Арджешу) | | Radu VII Paisie (Petru de la Argeş) | Басараби-Дракулешті | 2-й раз |
| березень 1545 — 16 листопада 1552 | Мірча V Чобанул (Вівчар) | | Mircea V Ciobanul | Басараби-Дракулешті | син Раду IV Великого, 1-й раз |
| листопад 1552 — травень 1553 | Раду VIII Іліє Хайдеул (Скотар) | | Radu Ilie Haidăul | Басараби-Дракулешті | син Раду V Афуматі |
| травень 1553 — 28 лютого 1554 | Мірча V Чобанул (Вівчар) | | Mircea V Ciobanul | Басараби-Дракулешті | 2-й раз |
| березень 1554 — 26 грудня 1557 | Петру (Петрешку) I Добрий | | Pătraşcu I cel Bun | Басараби-Дракулешті | син Раду VI Паїсія |
| січень 1558 — 21 вересня 1559 | Мирча V Чобанул (Вівчар) | | Mircea V Ciobanul | Басараби-Дракулешті | 3-й раз |
| 21 вересня 1559 — червень 1568 | Петру II Молодий | | Petru cel Tânăr | Басараби-Дракулешті | син Мірчі V Чобана |
| червень 1568 — квітень 1574 | Олександру II Мірча | | Alexandru II Mircea | Басараби-Дракулешті | син Мірчі III, 1-й раз |
| травень 1574 | Вінтіла I | | Vintilă I | Басараби-Дракулешті | син Петрешку I Доброго |
| травень 1574 — 11 вересня 1577 | Олександру II Мірча | | Alexandru II Mircea | Басараби-Дракулешті | 2-й раз |
| вересень 1577 — липень 1583 | Міхня II Туркитул (Потурченець) | | Mihnea II Turcitul | Басараби-Дракулешті | син Олександру II Мірча, 1-й раз |
| 29 серпня 1583 — 16 квітня 1585 | Петру III Церцел | | Petru III Cercel | Басараби-Дракулешті | син Петрешку I Доброго |
| квітень 1585 — травень 1591 | Міхня II Туркитул (Потурченець) | | Mihnea II Turcitul | Басараби-Дракулешті | 2-й раз |
| травень 1591 — серпень 1592 | Стефан I Глухий | | Ştefan I Surdul | | син господаря Молдови Івана III Лютого |
| серпень 1592 — вересень 1593 | Олександру III Злий | | Alexandru III cel Rău | Мушати | в июне 1592 — господар Молдови під ім'ям Олександру IV |
| вересень 1593 — жовтень 1600 | Михай (Михайло) II Хоробрий | | Mihai II Viteazul | Басараби-Дракулешті | син Петрешку I Доброго; також Михай (Михаїл) I, принц Трансильванії (1 листопада 1599 — 20 вересня 1600) та господар Молдови (травень — вересень 1600)                                                                                              |
| 1599 — жовтень 1600 | Микола I Петрешку | | Nicolae I Pătraşcu | Басараби-Дракулешті | син і співправитель Міхая II Хороброго |
| жовтень 1600 — 3 липня 1601 | Семен Могила | | Simion I Movilă | Могили | з бояр, 1-й раз |
| вересень 1601 — березень 1602 | Раду IX Міхня | | Radu IX Mihnea | Басараби-Дракулешті | сын Міхни II Потурченця, господар Молдови Раду I (26 липня 1616 — 9 лютого 1619 — 1-й ,4 серпня 1623 - 20 січня 1626 — 2-й раз), 1-й раз |
| березень — серпень 1602 | Семен Могила | | Simion I Movilă | Могили | 2-й раз |
| серпень 1602 — грудень 1610 | Раду X Шербан | | Radu X Şerban | Крайовеску | з бояр, 1-й раз |
| січень — березень 1611 | Габриель (Гаврило) I Баторій | | Gabriel I Bathory | Баторії | Великий князь Трансильванії Габор I Баторі (1608 — 17 жовтня 1613) |
| березень — травень 1611 | Раду IX Міхня | | Radu IX Mihnea | Басараби-Дракулешті | 2-й раз |
| червень — вересень 1611 | Раду X Шербан | | Radu X Şerban | Крайовеску | 2-й раз |
| 12 вересня 1611 — серпень 1616 | Раду IX Міхня | | Radu IX Mihnea | Басараби-Дракулешті | 3-й раз |
| серпень 1616 | Гавриїл II Могила | | Gavril II Movilă | Могили | син Семена I Могили, 1-й раз |
| вересень 1616 — травень 1618 | Александру IV Ілляш | | Alexandru IV Iliaş | | син господаря Молдови Олександра IV, господар Молдови Олександр VII (10 вересня 1620 - жовтень 1621, грудень 1631 - квітень 1633) |
| червень 1618 — липень 1620 | Гавриїл II Могила | | Gavril II Movilă | Могили | 2-й раз |
| серпень 1620 — серпень 1623 | Раду IX Міхня | | Radu IX Mihnea | Басараби-Дракулешті | 4-й раз |
| 14 серпня 1623 — 3 листопада 1627 | Александру V Коконул (Дитина) | | Alexandru V Coconul | Басарабы-Дракулешти | син Раду IX Михні, господар Молдови Александр VII (літо 1629 — 29 квітня 1630) |
| листопад 1627 — жовтень 1629 | Александру IV Ілляш | | Alexandru IV Iliaş | | 2-й раз |
| жовтень 1629 — липень 1632 | Леон I Томша | | Leon I Tomşa | | син господаря Молдови Стефана IX Томши |
| липень — вересень 1632 | Раду XI Ілляш | | Radu XI Iliaş | | син Александру IV Ілляша |
| вересень 1632 — 9 квітня 1654 | Матей Басараб | | Matei I Basarab | Бринковяну (Крайовеску)? | |
| 9 квітня 1654 — 26 січня 1658 | Константін I Шербан Басараб | | Constantin I Şerban Basarab | Крайовеску | позашлюбний син Раду X Шербана |
| березень 1658 — листопад 1659 | Міхня III | | Mihnea III | Басараби-Дракулешті | син Раду IX Міхні |
| 20 листопада 1659 — 1 вересня 1660 | Георгій I Ґіка | | Gheorghe I Ghica | Ґіка | він же - господар Молдови Георгій II (3 березня 1658 - 2 листопада 1659), засновник династії Ґіка |
| 1 вересня 1660 — листопад 1664 | Григорій I Ґіка | | Grigore I Ghica | Ґіка | син Георгія I Ґіки, 1-й раз |
| листопад 1664 — березень 1669 | Раду XII Леон | | Radu XII Leon | | син Леона I Томши |
| березень 1669 — лютий 1672 | Антоній I Попешті | | Antonie I din Popeşti | | |
| лютий 1672 — листопад 1673 | Григорій I Ґіка | | Grigore I Ghica | Ґіка | 2-й раз |
| грудень 1674 — листопад 1678 | Георгій II Дука | | Gheorghe II Duca | Дука | |
| листопад 1678 — жовтень 1688 | Шербан I Кантакузін | | Şerban I Cantacuzino | Кантакузіно | |
| жовтень 1688 — 24 березня 1714 | Константін II Бринковяну | | Constantin II Brâncoveanu | Бринковяну | |
| 25 березня 1714 — 25 грудня 1715 | Штефан II Кантакузін | | Ştefan II Cantacuzino | Кантакузіно | |
| Правління фанаріотів (1715–1821) | | | | | |
| 25 грудня 1715 — 25 листопада 1716 | Ніколає II Маврокордат | | Nicolae II Mavrocordat | Маврокордато | 1-й раз; він же — господар Молдови Микола I (25 січня — 21 листопада 1710 — 1 — й і 8 листопада 1711 — 25 грудня 1715 — 2-й раз) |
| 1716 | Окупація Габсбургів | | | Габсбурги | |
| 2 грудня 1716 — 6 березня 1719 | Йоан І Маврокордат | | Ioan I Mavrocordat | Маврокордато | брат Миколи II Маврокордата; він же - господар Молдови Іоан IV (26 вересня - 8 листопада 1711) |
| березень 1719 — 3 вересня 1730 | Ніколає II Маврокордат | | Nicolae II Mavrocordat | Маврокордато | 2-й раз |
| 3 вересня 1730 — 4 жовтня 1730 | Костянтин III Маврокордат | | Constantin III Mavrocordat | Маврокордато | син Миколи Маврокордата, 1-й раз; він же - господар Молдови Костянтин IV (5 квітня 1733 - 16 листопада 1735 - 1-й, 13 вересня 1741 - 20 липень 1743 - 2-й, квітень 1748 - 20 серпня 1749 - 3 - й і 18 червня - 23 листопада 1769 (помер) - 4-й раз) |
| жовтень 1730 — 2 жовтня 1731 | Михай (Михайло) II Раковиця | | Mihai II Racoviţă | Раковиця | 1-й раз; господар Молдови Михайло III (вересень 1703 - 12 лютого 1705 - 1-й, 20 липня 1707 - 17 жовтень 1709 - 2-й і 25 грудня 1715 - 25 вересень 1726 - 3-й раз)                                                                                   |
| 2 жовтня 1731 — 5 квітня 1733 | Костянтин III Маврокордат | | Constantin III Mavrocordat | Маврокордато | 2-й раз |
| 5 квітня 1733 — 16 листопада 1735 | Григорій II Ґіка | | Grigore II Ghica | Ґіка | Онук Григорія I Ґіки, 1-й раз; він же - господар Молдови Григорій I (26 вересня 1726 - 5 квітня 1733 - 1-й, 16 листопада 1735 - 3 вересня 1739 - 2-й, кінець вересня 1739 - 13 вересня 1741 - 3-й і травень 1747 - квітень 1748 - 4-й раз)          |
| 16 листопада 1735 — вересень 1741 | Костянтин III Маврокордат | | Constantin III Mavrocordat | Маврокордато | 3-й раз |
| вересень 1741 — липень 1744 | Михай (Михайло) II Раковиця | | Mihai II Racoviţă | Раковиця | 2-й раз |
| липень 1744 — квітень 1748 | Костянтин III Маврокордат | | Constantin III Mavrocordat | Маврокордато | 4-й раз |
| квітень 1748 — 23 серпня 1752 | Григорій II Ґіка | | Grigore II Ghica | Ґіка | 2-й раз |
| 11 вересня 1752 — 22 червня 1753 | Матей II Ґіка | | Matei II Ghica | Ґіка | син Григорія II Ґіки; він же - господар Молдови Матей I (22 червня 1753 - 8 лютого 1756) |
| червень 1753 — 28 лютого 1756 | Костянтин IV Раковиця | | Constantin IV Racoviţă | Раковиця | син Міхая II Раковіца, 1-й раз; він же - господар Молдови Костянтин V (вересень (?) 1749 - 22 червень 1753 - 1-й і 8 лютого 1756 - 2 березня 1757 - 2-й раз)                                                                                        |
| 28 лютого 1756 — 7 вересня 1758 | Костянтин III Маврокордат | | Constantin III Mavrocordat | Маврокордато | 5-й раз |
| 7 вересня 1758 — 5 червня 1761 | Скарлат I Ґіка | | Scarlat I Ghica | Ґіка | син Григорія II Гікі, 1-й раз; він же - господар Молдови Матей I (22 червня 1753 - 8 лютого 1756) |
| 11 червня 1761 — 9 березня 1763 | Костянтин III Маврокордат | | Constantin III Mavrocordat | Маврокордато | 6-й раз |
| 9 березня 1763 — 28 січня / 8 лютого 1764 | Костянтин IV Раковиця | | Constantin IV Racoviţă | Раковиця | 2-й раз |
| 8 лютого 1764 — 29 серпня 1765 | Стефан III Раковиця | | Ştefan III Racoviţă | Раковиця | син Михайла II Раковиці |
| 29 серпня 1765 — 2 грудня 1766 | Скарлат I Ґіка | | Scarlat I Ghica | Ґіка | 2-й раз |
| 12 грудня 1766 — 28 жовтня 1768 | Олександру VI Ґіка | | Alexandru VI Ghica | Ґіка | син Скарлата I Ґіки |
| 28 жовтня 1768 — 5 листопада 1769 | Григорій III Ґіка | | Grigore III Ghica | Ґіка | син Олександру VI Ґіки |
| 5 листопада 1769 — 21 травня 1770 | Російська військова окупація. | Російська військова окупація. | Російська військова окупація. | Російська військова окупація. | |
| травень 1770 — жовтень 1771 | Еммануїл I Джані-Русет | | Emanuel I Giani Ruset | Русетті | він же - господар Молдови (травень - жовтень 1788 (формально - до своєї смерті в 1789)) |
| листопад 1771 — вересень 1774 | Російська військова окупація. | Російська військова окупація. | Російська військова окупація. | Російська військова окупація. | |
| 15 вересня 1774 — лютий 1782 | Олександру VII Старший Іпсіланті | | Alexandru VII Ipsilanti | Іпсіланті | 1-й раз; він же — господар Молдови Олександр X (грудень 1786 - 8 квітня 1788) |
| 15 січня 1782 — 17 липня 1783 | Ніколає III Караджа | | Nicolae III Caradja | Караджа | |
| 17 липня 1783 — 26 березня 1786 | Михай III Суцу | | Mihai III Suţu | Суцу | 1-й раз; він же - господар Молдови Михайло IV (березень 1792 - 25 квітня 1795) |
| 26 березня 1786 — 19 червня 1789 | Ніколає IV Маврогені | | Nicolae IV Mavrogheni | Маврогені | |
| листопад 1789 — березень 1791 | Австрійська окупація. | | | Військовий губернатор: Фрідріх Йосія Саксен-Кобург-Заальфельдскій | |
| березень 1791 — січень 1793 | Михай III Суцу | | Mihai III Suţu | Суцу | 2-й раз |
| січень 1793 — 28 серпня 1796 | Олександру VIII Морузі | | Alexandru VIII Moruzi | Морузі | 1-й раз; він же - господар Молдови Олександр XI (30 грудня 1791 - березня 1792 - 1-й, 28 жовтня 1802 - 12 серпня 1806 - 2-й і 5 жовтня 1806 - 7 березня 1807 - 3-й раз)                                                                             |
| 28 серпня 1796 — 28 листопада 1797 | Олександру VII Старший Іпсіланті | | Alexandru VII Ipsilanti | Іпсіланті | 2-й раз |
| 28 листопада 1797 — 10 лютого 1799 | Костянтин V Хангерлі | | Constantin V Hangerli | Хангерлі | |
| 10 лютого 1799 — 8 жовтня 1801 | Олександру VIII Морузі | | Alexandru VIII Moruzi | Морузи | 2-й раз |
| 8 жовтня 1801 — 10 травня 1802 | Михай III Суцу | | Mihai III Suţu | Суцу | 3-й раз |
| 2 липня — 30 серпня 1802 | Олександру IX Суцу | | Alexandru IX Suţu | Суцу | 1-й раз; він же - господар Молдови Олександр XIII (28 червня 1801 - 19 вересня 1802) |
| 1 вересня 1802 — 24 серпня 1806 | Костянтин VI Іпсіланті | | Constantin VI Ipsilanti | Іпсіланті | 1-й раз; він же - господар Молдови Костянтин VII (7 березня 1799 - 28 червня 1801) |
| 24 серпня 1806 — 15 жовтня 1806 | Олександру IX Суцу | | Alexandru IX Suţu | Суцу | 2-й раз |
| 15 жовтня 1806 — 16 серпня 1807 (з перервою в 19 травня - 27 липня 1807)                                                                                              | Костянтин VI Іпсіланті | | Constantin VI Ipsilanti | Іпсиланти | 2-й раз; |
| листопад 1806 — 16 травня 1812 | Російська окупація і військова адміністрація. | Російська окупація і військова адміністрація. | Російська окупація і військова адміністрація. | Російська окупація і військова адміністрація. | |
| 27 серпня 1812 — 29 вересня 1818 | Іоанн II Караджа | | Ioan II Caradja | Караджа | |
| 1818 | Григор Бранковяну | | | Бранковяну | |
| 4 листопада 1818 — 19 січня 1821 | Олександру IX Суцу | | Alexandru IX Suţu | Суцу | 3-й раз |
| лютий — червень 1821 | Скарлат II Каллімаки | | Scarlat II Callimachi | Каллімаки | |
| 19 січня — 21 березня 1821 | Правління дивана Валахії. | Правління дивана Валахії. | Правління дивана Валахії. | Правління дивана Валахії. | |
| 21 березня — 15 травня 1821 | Тудор Владіміреську | | Tudor Vladimirescu | | Правління керівника повстанців-революціонерів Тудора Владіміреську. |
| 15 травня 1821 — 9 червня 1822 | Турецька окупація. | Турецька окупація. | Турецька окупація. | Турецька окупація. | |
| Правління господарів, призначених Росією за згодою Туреччини і місцевих бояр (з січня 1832 — згідно Органічному Статуту) (30 червня (12 липня) 1822 — 13 червня 1848) | | | | | |
| 30 червня 1822 — 29 квітня 1828 | Григорій IV Дмитро Ґіка | | Grigore al IV-lea Ghica | Ґіка | двоюрідний племінник Григорія III Ґіки. |
| 2 квітня 1828 — 2 квітня 1834 | Російська військова адміністрація (Голови диванів Валахії та Молдови): до весни 1829 - генерал від кавалерії граф П. П. (Ф.?) Пален; весна - вересень 1829 - кол. Київський військовий губернатор Желтухін П. Ф.; з вересня 1829 - генерал-лейтенант (з квітня 1834 - генерал від інфантерії) граф Кисельов Павло Дмитрович. | Російська військова адміністрація (Голови диванів Валахії та Молдови): до весни 1829 - генерал від кавалерії граф П. П. (Ф.?) Пален; весна - вересень 1829 - кол. Київський військовий губернатор Желтухін П. Ф.; з вересня 1829 - генерал-лейтенант (з квітня 1834 - генерал від інфантерії) граф Кисельов Павло Дмитрович. | Російська військова адміністрація (Голови диванів Валахії та Молдови): до весни 1829 - генерал від кавалерії граф П. П. (Ф.?) Пален; весна - вересень 1829 - кол. Київський військовий губернатор Желтухін П. Ф.; з вересня 1829 - генерал-лейтенант (з квітня 1834 - генерал від інфантерії) граф Кисельов Павло Дмитрович. | Російська військова адміністрація (Голови диванів Валахії та Молдови): до весни 1829 - генерал від кавалерії граф П. П. (Ф.?) Пален; весна - вересень 1829 - кол. Київський військовий губернатор Желтухін П. Ф.; з вересня 1829 - генерал-лейтенант (з квітня 1834 - генерал від інфантерії) граф Кисельов Павло Дмитрович. | |
| 2 квітня (призначений 21 березня) 1834 — 7 жовтня 1842 | Олександр XI Дмитро Ґіка | | Alexandru Dimitrie Ghica | Ґіка | Зміщений Російськими військами в жовтні 1842. |
| 20 грудня 1842 — 13 червня 1848 | Георге III Бібеску | | Gheorghe Dimitrie Bibesku | Бібеску | |
| 13 червня — 13 вересня 1848 | Правління тимчасового уряду; глави: митрополит Валахії Неофіт II (13 червня - 28 червня, 30 червня - 28 липня); Теодор Вакареску і Еммануїл Баляну (28 червня - 30 червня); Іоан Хеліде Радулеску, Ніколає Костянтин Голеску і Крістіан Тель (28 липня - 13 вересня). | Правління тимчасового уряду; глави: митрополит Валахії Неофіт II (13 червня - 28 червня, 30 червня - 28 липня); Теодор Вакареску і Еммануїл Баляну (28 червня - 30 червня); Іоан Хеліде Радулеску, Ніколає Костянтин Голеску і Крістіан Тель (28 липня - 13 вересня). | Правління тимчасового уряду; глави: митрополит Валахії Неофіт II (13 червня - 28 червня, 30 червня - 28 липня); Теодор Вакареску і Еммануїл Баляну (28 червня - 30 червня); Іоан Хеліде Радулеску, Ніколає Костянтин Голеску і Крістіан Тель (28 липня - 13 вересня). | Правління тимчасового уряду; глави: митрополит Валахії Неофіт II (13 червня - 28 червня, 30 червня - 28 липня); Теодор Вакареску і Еммануїл Баляну (28 червня - 30 червня); Іоан Хеліде Радулеску, Ніколає Костянтин Голеску і Крістіан Тель (28 липня - 13 вересня). | |
| 13 вересня 1848 — квітень 1851 | Турецько-російська окупація (узаконена Балто-Лиманською конвенцією між Російською і Османською імперіями від 19 квітня 1849); командувачі військами: від Туреччини - Омер Лютфі-паша (від народження - хорват Михайло Латтас); від Росії генерал від інфантерії (з 10 жовтня 1843 р. .) граф Лидерс Олександр Миколайович; фактично управління здійснювали повноважний комісар Росії в Валахії та Молдові генерал-лейтенант (з 3 квітня 1849) Дюгамель Олександр Осипович (з 30 серпня 1861 - генерал від інфантерії) і від Туреччини Талаата-ефенді; в квітні 1851 Російська та Османська імперії вивели війська з Валахії. | Турецько-російська окупація (узаконена Балто-Лиманською конвенцією між Російською і Османською імперіями від 19 квітня 1849); командувачі військами: від Туреччини - Омер Лютфі-паша (від народження - хорват Михайло Латтас); від Росії генерал від інфантерії (з 10 жовтня 1843 р. .) граф Лидерс Олександр Миколайович; фактично управління здійснювали повноважний комісар Росії в Валахії та Молдові генерал-лейтенант (з 3 квітня 1849) Дюгамель Олександр Осипович (з 30 серпня 1861 - генерал від інфантерії) і від Туреччини Талаата-ефенді; в квітні 1851 Російська та Османська імперії вивели війська з Валахії. | Турецько-російська окупація (узаконена Балто-Лиманською конвенцією між Російською і Османською імперіями від 19 квітня 1849); командувачі військами: від Туреччини - Омер Лютфі-паша (від народження - хорват Михайло Латтас); від Росії генерал від інфантерії (з 10 жовтня 1843 р. .) граф Лидерс Олександр Миколайович; фактично управління здійснювали повноважний комісар Росії в Валахії та Молдові генерал-лейтенант (з 3 квітня 1849) Дюгамель Олександр Осипович (з 30 серпня 1861 - генерал від інфантерії) і від Туреччини Талаата-ефенді; в квітні 1851 Російська та Османська імперії вивели війська з Валахії. | Турецько-російська окупація (узаконена Балто-Лиманською конвенцією між Російською і Османською імперіями від 19 квітня 1849); командувачі військами: від Туреччини - Омер Лютфі-паша (від народження - хорват Михайло Латтас); від Росії генерал від інфантерії (з 10 жовтня 1843 р. .) граф Лидерс Олександр Миколайович; фактично управління здійснювали повноважний комісар Росії в Валахії та Молдові генерал-лейтенант (з 3 квітня 1849) Дюгамель Олександр Осипович (з 30 серпня 1861 - генерал від інфантерії) і від Туреччини Талаата-ефенді; в квітні 1851 Російська та Османська імперії вивели війська з Валахії. | |
| 13 вересня 1848 — червень 1849 | Каймакам Костянтин Кантакузін | | Constantin Cantacuzino | Кантакузін | |
| 16 червня 1848 — 17 жовтня 1853 (фактично: червень 1849 - 21 червня 1853)                                                                                             | Барбу I Дмитро Штірбей | | Barbu Ştirbei | Штирбей | 1-й раз |
| 21 червня 1853 — 31 червня 1854 | Російська окупація і військова адміністрація; голова - головнокомандувач російськими військами на Дунаї ген.-фельдмаршал ясновельможний князь Варшавський і граф Паскевич-Ериванське Іван Федорович; з травня 1854, зважаючи на його тяжку контузію, його заміщав генерал від артилерії князь Горчаков Михайло Дмитрович. | Російська окупація і військова адміністрація; голова - головнокомандувач російськими військами на Дунаї ген.-фельдмаршал ясновельможний князь Варшавський і граф Паскевич-Ериванське Іван Федорович; з травня 1854, зважаючи на його тяжку контузію, його заміщав генерал від артилерії князь Горчаков Михайло Дмитрович. | Російська окупація і військова адміністрація; голова - головнокомандувач російськими військами на Дунаї ген.-фельдмаршал ясновельможний князь Варшавський і граф Паскевич-Ериванське Іван Федорович; з травня 1854, зважаючи на його тяжку контузію, його заміщав генерал від артилерії князь Горчаков Михайло Дмитрович. | Російська окупація і військова адміністрація; голова - головнокомандувач російськими військами на Дунаї ген.-фельдмаршал ясновельможний князь Варшавський і граф Паскевич-Ериванське Іван Федорович; з травня 1854, зважаючи на його тяжку контузію, його заміщав генерал від артилерії князь Горчаков Михайло Дмитрович. | |
| 8 — 19 серпня 1854 | Турецька окупація; голова - командувач турецькими військами на Дунаї генерал-майор (?) Омер Лютфі-паша ((див. вище)) | Турецька окупація; голова - командувач турецькими військами на Дунаї генерал-майор (?) Омер Лютфі-паша ((див. вище)) | Турецька окупація; голова - командувач турецькими військами на Дунаї генерал-майор (?) Омер Лютфі-паша ((див. вище)) | Турецька окупація; голова - командувач турецькими військами на Дунаї генерал-майор (?) Омер Лютфі-паша ((див. вище)) | |
| 19 серпня 1854 — 25 березня 1856 | Австрійська окупація і військова адміністрація; глава - головнокомандувач австрійськими військами на Дунаї Іоханн Короніні-Кронберг. | Австрійська окупація і військова адміністрація; глава - головнокомандувач австрійськими військами на Дунаї Іоханн Короніні-Кронберг. | Австрійська окупація і військова адміністрація; глава - головнокомандувач австрійськими військами на Дунаї Іоханн Короніні-Кронберг. | Австрійська окупація і військова адміністрація; глава - головнокомандувач австрійськими військами на Дунаї Іоханн Короніні-Кронберг. | |
| 5 жовтня 1854 — 25 березня 1856 | Барбу I Дмитро Штірбей | | Barbu Ştirbei | Штирбей | 2-й раз |
| Протекторат встановлений Паризьким договором (1856–1859) | | | | | |
| 29 липня 1856 — 30 жовтня 1858 | Каймакам Олександр Дмитро Ґіка (раніше - господар Волощини Александру XI (див. вище)) | | Alexandru Dimitrie Ghica | Ґіка | |
| 30 жовтня 1858 — 24 січня (5 лютого) 1859 | Три каймакама: Іоан Ману, Емануїл Белеану, Іоанн Олександр Філіпеску | | Căimăcămia de trei: Ioan Manu, Emanuel Baleanu, Ioan Alexandru Filipesku | | |
| 24 січня (5 лютого) 1859 — 24 січня (5 лютого) 1862 | Александру XII Йоан Куза; він же - князь Об'єднаного князівства Молдови та Валахії (об'єднаної Румунії (24 січня 1862 — 11 лютого (23 лютого) 1866 Олександр I | | Alexandru Ioan Cuza | Куза | він же — господар Молдови Олександр (Олександру) XVI (5 січня (17 січня) 1859 — 24 січня (5 лютого) 1862. |

20 листопада (за ст. Стилем) 1861 Висока Порта прийняла «Фірман про адміністративний устрій Молдови та Валахії», який затвердив політичне і адміністративне об'єднання Молдови та Валахії як автономних територій, що знаходяться у складі Османської Імперії. 11 (23) грудня 1861 Александру Іоан Куза, будучи одночасно правителем Молдови та Валахії (з різними урядами до цієї дати), опублікував прокламацію, яким затверджував виникнення румунської нації. Через 44 дні, 24 січня 1862 року, державні збори Молдови та Валахії оголосили Бухарест столицею країни. З цього дня Молдовське князівство перестало існувати. Сучасна ж Республіка Молдова розташовується на території Бессарабії (схід князівства) приєднаної до Російської імперії 1812 року.